# Сельское поселение Малая Малышевка
Сельское поселение Малая Малышевка — муниципальное образование в составе Кинельского района Самарской области.
Административный центр — село Малая Малышевка.

## Административное деление
В состав сельского поселения входят:
- село Александровка,
- село Карповка,
- село Малая Малышевка,
- посёлок Подлесный,
- посёлок Сосновский.

## История
Село Малая Малышевка возникло в конце XVIII века. Основателем Малой Малышевки был рязанский помещик-однодворец Герасим Петрович Малышев (1768 г. р.).
На основе «Ревизских сказок» (это архивные документы, где зафиксировались результаты подушной переписи населения Российской Империи) установлены первые жителе села. Это были семьи Евдокима Китаева, Ермолая Шишкина, Дмитрия Мордвинова, Ивана Авачева, Ефима Сухова, Лариона Литвинова, а также братьев Барсуковых, Поповых, Букреевых и некоторых других. Оказалось, что все эти и большинство последующих переселенцев (Малеевы, Косолаповы, Шишкины) прибыли из Сапожковского уезда (сейчас это Сараевский район) Рязанской области.